# Vicente Rodríguez Guillén
Vicente Rodríguez Guillén (Benicalap, Valencia, 16 de julio de 1981) es un exfutbolista internacional español que jugaba de extremo izquierdo. Formado en el Levante U. D., pasó casi toda su carrera deportiva en el Valencia C. F. de la Primera División de España, con un total de once temporadas entre 2000 y 2011, fue nominado al Balón de Oro de 2004, donde resultó decimoséptimo en la votación.
En enero de 2016 entró a formar parte de la secretaría técnica del Valencia Club de Fútbol, de la cual fue secretario técnico desde febrero de 2017, hasta el momento donde se desempeña como embajador.

## Trayectoria

### Como jugador
Empezó a jugar en el Benicalap Club de Fútbol, el principal equipo de su barrio, del cual pasó a formar parte del Levante UD. En el año 2000, tras cinco años en el equipo granota, ficha por el Valencia CF  y logra el subcampeonato de Europa. Ganó la liga 2001-2002. En la temporada siguiente, 2002-2003, se asienta como titular en el once valencianista, en lugar de Kily González. Su mejor temporada con la camiseta del Valencia es la 2003-2004. En esta temporada marca 12 goles y se convierte en el mejor jugador español de la la Liga, y según la FIFA entró entre los tres mejores del mundo.[cita requerida]. El Valencia gana ese año la Liga y la Copa de la UEFA. 
El 29 de septiembre de 2004 se lesiona en un partido de Champions League contra el Werder Bremen en el tobillo izquierdo. Tras varios tratamientos con diferentes médicos volvió a jugar una serie de partidos, aunque seguía con molestias por lo que decidió ir a Bélgica para ser tratado por el doctor Martens. Se le diagnosticó una calcificación en el calcáneo del tobillo izquierdo de la cual se operó. Después del tiempo estipulado de recuperación volvió el 30 de abril del 2005 en la 34.ª jornada de Liga ante el CD Numancia donde marcó un gol, y terminó la Liga sin problemas como titular.
La temporada 2005-2006 jugó a un buen nivel hasta que en la jornada 19 se vuelve a lesionar en el tobillo, esta vez en el derecho, reaparece en la jornada 37.
En la campaña 2006-2007 se vuelve a lesionar tras una dura entrada del jugador del Celta de Vigo Iriney, reaparece en Mestalla contra el Espanyol de Barcelona donde marcó un gol tras una buena pared entre él y David Villa, tres días después  en Stamford Bridge ante el Chelsea FC en un partido de Champions League,  vuelve a lesionarse. Se pierde el resto de la temporada para no forzar su recuperación. La temporada 2007-2008 vuelve a dar un rendimiento irregular, con nuevas lesiones, esta vez una fisura en un dedo del pie y diversos problemas musculares.
En la temporada 2009/2010 solo ha jugado 11 partidos en liga, sobre todo en tramo final donde ha tenido un rendimiento esperanzador y que da pie a especular con que regrese a su buen nivel, cosa que no ocurrió.
Desvinculado del Valencia CF en verano de 2011, se unió al Brighton & Hove Albion de la Football League Championship entrenado por Gustavo Poyet.

### Tras su retirada
En enero de 2016 entró como miembro de la secretaría técnica del Valencia Club de Fútbol dirigida por Jesús García Pitarch, Un año después, en febrero de 2017, es nombrado secretario técnico en la nueva dirección deportiva de José Ramón Alesanco.

## Selección nacional
Ha sido internacional con la selección de fútbol de España en 38 ocasiones. Su debut se produjo el 28 de marzo de 2001 en Valencia, en el partido España 2 - 1 Francia, su último partido con España lo jugó a finales de 2005 siendo seleccionable para la Copa Mundial de Fútbol de 2006.

### Participaciones en Eurocopas
| Eurocopa                | Sede   | Resultado    |
| ----------------------- | ------ | ------------ |
| Eurocopa de fútbol 2004 | España | Primera fase |

## Clubes
| Club                   | País       | Año       | Partidos | Goles |
| ---------------------- | ---------- | --------- | -------- | ----- |
| Levante UD (Juvenil A) | España     | 1996-1997 | 67       | 201   |
| Levante UD             | España     | 1997-2000 | 64       | 9     |
| Valencia CF            | España     | 2000-2011 | 346      | 53    |
| Brighton & Hove Albion | Inglaterra | 2011-2013 | 32       | 5     |

## Palmarés
- Liga : 2001-2002 y 2003-2004
- Copa del Rey: 2007-2008
- Copa de la UEFA : 2003-2004
- Supercopa de Europa : 2003-2004